# Pentatlo moderno nos Jogos Olímpicos de Verão de 2016
As competições de pentatlo moderno nos Jogos Olímpicos de Verão de 2016 foram realizadas nos dias 19 e 20 de agosto, disputadas por 72 atletas de 28 países.
A etapa da esgrima, que teve uma rodada extra no dia 18, foi realizada na Arena da Juventude, as competições de natação no Centro Aquático de Deodoro e a prova equestre, a corrida cross-country e o tiro no Estádio de Deodoro, todos no Rio de Janeiro.

## Eventos
Foram concedidos dois conjuntos de medalhas nos seguintes eventos:
- Competição feminina
- Competição masculina

## Qualificação
Um total de 36 pentatletas poderiam se classificar em cada um dos dois eventos, sendo permitido um máximo de dois atletas por Comitê Olímpico Nacional. Os métodos de qualificação foram os mesmos tanto para a competição masculina quanto a feminina.
Como país sede, o Brasil teve uma vaga garantida em cada um dos eventos, além de outras duas vagas alocadas pela União Internacional de Pentatlo Moderno (UIPM) para CONs convidados após o período de qualificação.
As demais vagas foram preenchidas entre janeiro e agosto de 2015, com uma distribuição inicial de cotas com base nos resultados das competições internacionais. Cinco campeonatos continentais concederam vinte vagas cada por gênero: um da África e Oceania, cinco da Ásia, oito da Europa e cinco das Américas, sendo um máximo de uma cota por CON (vencedores da América do Norte e da América do Sul e os três primeiros dos Jogos Pan-Americanos de 2015 em Toronto, Canadá). Outras vagas foram reservadas para os vencedores da final da Copa do Mundo de 2015 (realizada em Minsk, Bielorrússia, de 12 a 14 de junho) e os três primeiros colocados do Campeonato Mundial em Berlim, Alemanha, realizado entre 28 de junho e 6 de julho de 2015.
Os três melhores colocados no Campeonato Mundial de 2016, em Moscou, Rússia, ainda não classificados pelos métodos anteriores, garantiram uma vaga nos Jogos, enquanto as sete vagas restantes foram baseadas no ranking mundial da UIPM de 1 de junho de 2016.

## Formato da competição

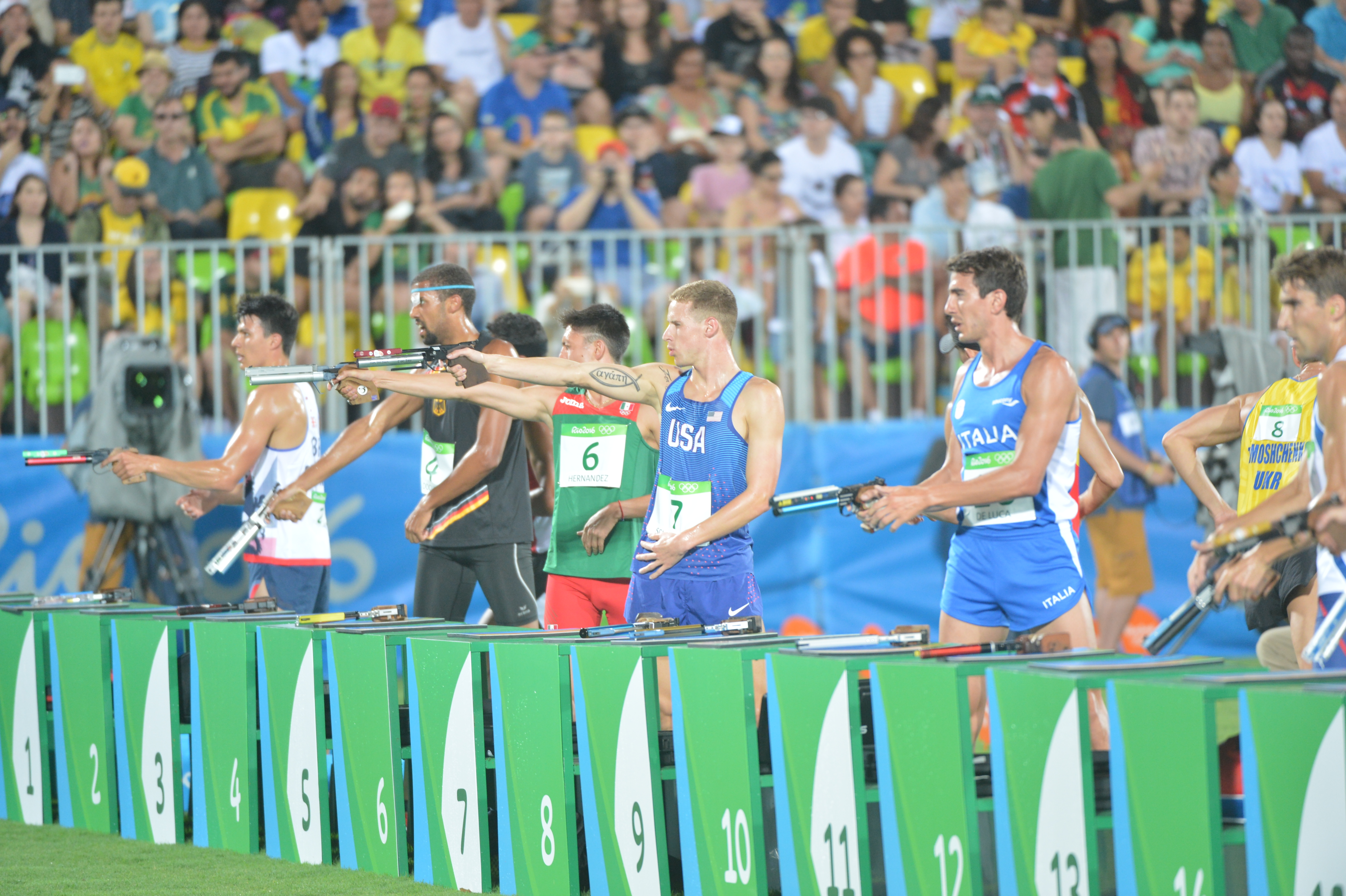
Etapa do tiro de pistola durante a prova final combinada.

A competição consiste em cinco eventos, sendo os dois últimos combinados no final:
- Esgrima: Competição de todos contra todos, no formato espada com um toque. A pontuação é baseada na porcentagem de vitórias.
- Natação: Prova de 200 metros estilo livre. A pontuação foi baseada no tempo.
- Hipismo: Competição de saltos. Pontuação com base nas penalidades por barras caídas, refugos, quedas e finalização do percurso acima do tempo limite.
- Combinado corrida e tiro: Corrida de 3 km com tiro de pistola (o atleta deve atingir cinco alvos em 70 segundos) a cada quilômetro. As largadas foram escalonadas de acordo com a pontuação dos três eventos anteriores.

## Calendário
| Agosto    | 5 | 6 | 7 | 8 | 9 | 10 | 11 | 12 | 13 | 14 | 15 | 16 | 17 | 18 | 19 | 20 | 21 |
| --------- | - | - | - | - | - | -- | -- | -- | -- | -- | -- | -- | -- | -- | -- | -- | -- |
| Masculino |   |   |   |   |   |    |    |    |    |    |    |    |    |    |    | 1  |    |
| Feminino  |   |   |   |   |   |    |    |    |    |    |    |    |    |    | 1  |    |    |

|  | Dia de competição |  | Dia de final |

## Nações participantes
O Brasil, como anfitrião, teve um atleta de cada gênero garantido. Os países qualificados puderam levar no máximo dois de cada.
- GER Alemanha (4)
- ARG Argentina (2)
- AUS Austrália (2)
- BLR Bielorrússia (1)
- BRA Brasil (2)
- BUL Bulgária (1)
- CAN Canadá (2)
- CHN China (4)
- KOR Coreia do Sul (3)
- CUB Cuba (2)
- EGY Egito (3)
- USA Estados Unidos (3)
- FRA França (3)
- GBR Grã-Bretanha (4)
- GUA Guatemala (2)
- HUN Hungria (4)
- IRL Irlanda (2)
- ITA Itália (4)
- JPN Japão (3)
- LAT Letônia (1)
- LTU Lituânia (3)
- MEX México (2)
- POL Polônia (3)
- CZE República Checa (2)
- RUS Rússia (3)
- TUR Turquia (1)
- UKR Ucrânia (3)

## Medalhistas
Na prova masculina, o russo Alexander Lesun foi o melhor para ganhar a medalha de ouro, superando Pavlo Tymoshchenko, da Ucrânia (prata) e o mexicano Ismael Hernández, medalha de bronze. Já no feminino, Chloe Esposito, da Austrália, foi campeã olímpica, enquanto a francesa Élodie Clouvel foi prata e Oktawia Nowacka (Polônia) ganhou o bronze.
| Evento             | Ouro                         | Prata                          | Bronze                      |
| ------------------ | ---------------------------- | ------------------------------ | --------------------------- |
| Masculino detalhes | Aleksander Lesun RUS Rússia  | Pavlo Tymoshchenko UKR Ucrânia | Ismael Hernández MEX México |
| Feminino detalhes  | Chloe Esposito AUS Austrália | Élodie Clouvel FRA França      | Oktawia Nowacka POL Polônia |

## Quadro de medalhas
| Ordem | País          | Medalha de ouro | Medalha de prata | Medalha de bronze |   | Ordem por total |
| ----- | ------------- | --------------- | ---------------- | ----------------- | - | --------------- |
| 1     | AUS Austrália | 1               |                  |                   | 1 | 1               |
|       | RUS Rússia    | 1               |                  |                   | 1 | 1               |
| 3     | FRA França    |                 | 1                |                   | 1 | 1               |
|       | UKR Ucrânia   |                 | 1                |                   | 1 | 1               |
| 5     | MEX México    |                 |                  | 1                 | 1 | 1               |
|       | POL Polônia   |                 |                  | 1                 | 1 | 1               |
| TOTAL | TOTAL         | 2               | 2                | 2                 | 6 | —               |